# Jamník (okres Spišská Nová Ves)
Jamník je obec na Slovensku v okrese Spišská Nová Ves, v Košickém kraji. Obec se nachází v jižní části Hornádské kotliny v údolí potoka Jamníček. Sousedí s obcemi Danišovce, Domaňovce, Chrást nad Hornádom, Matejovce nad Hornádom, Odorín, Spišský Hrušov.

## Dějiny
- Staré a cizí názvy obce: 1277 Yempnik, 1287 Jemnuk, 1327 Jemníky, 1773 Jamník
- Německý název: Jamnik
- Maďarský název: Jamník, Szepesárki

## Politika

### Starostové obce
- 1990–1994 Alojz Farkašovský
- 1994–1998 Ján Farkašovský (KDH)
- 1998–2002 Vladimír Pavol (NEKA)
- 2002–2006 Anton Petruška (NEKA)
- 2006–2008 Anton Petruška (NEKA)
- 2008–2010 Ján Murányi (NEKA)

### Zastupitelstvo
- 1990–1994 – 12 zastupitelů
- 1994–1998 – 12 zastupitelů (6 KDH, 6 HZDS)
- 1998–2002 – 12 zastupitelů (7 KDH, 5 HZDS)
- 2002–2006 – 9 zastupitelů (6 KDH, 2 HZDS, 1 ANO)

### Obyvatelstvo
Vývoj obyvatelstva od roku 1869:
| Rok sčítání | Počet obyvatel | Počet domů |
| ----------- | -------------- | ---------- |
| 1869        | 545            | -          |
| 1880        | 440            | 94         |
| 1890        | 414            | 93         |
| 1900        | 448            | 93         |
| 1910        | 433            | 82         |
| 1921        | 368            | 91         |
| 1930        | 380            | 81         |
| 1950        | 487            | 88         |
| 1961        | 628            | 115        |
| 1970        | 731            | 141        |
| 1980        | 844            | 177        |
| 1991        | 998            | 216        |
| 2001        | 1 054          | 239        |

Složení obyvatelstva podle náboženského vyznání (2001):
|                        | Počet obyvatel | %    |
| ---------------------- | -------------- | ---- |
| Římskokatolická církev | 1 049          | 99,5 |
| Řeckokatolická církev  | 2              | 0,2  |
| Bez vyznání            | 3              | 0,3  |

Složení obyvatelstva podle národnosti (2001):
|                      | Počet obyvatel | %    |
| -------------------- | -------------- | ---- |
| Slovenská            | 1 052          | 99,8 |
| Česká                | 1              | 0,1  |
| Ostatní a nezjištěno | 1              | 0,1  |

## Kultura a zajímavosti

### Památky
Katolický kostel sv. Bartoloměje apoštola byl původně gotický ze začátku 14. stol., v 15. stol překlenutý na střední pilíř. Věž se čtvercovým půdorysem byla v 17. stol. renesančně přestavěna a zakončena štítkovou atikou. V roce 1940 se klenba zřítila a poškozenou stavbu později nahradila moderní novostavba z roku 1951.

### Sport
A mužstvo Jamník hraje 1. třídu, což je nejvyšší okresní soutěž. Dorostenci hrají 1. a žáci 2. ligu. Obec má i hřiště s umělým povrchem, vhodné na hraní tenisu, fotbalu, basketbalu a v zimě hokeje.

### Pravidelné akce
- Obecná fotbalová liga - každé léto probíhá tento prestižní fotbalový turnaj. 6 mužstev rozdělených podle částí obce svádí mezi sebou souboje.
- Tenisový turnaj ve dvouhře i ve čtyřhře. Za sebou má úspěšný premiérový ročník, který vyhrál kapitán fotbalového týmu.
- Pingpongový turnaj.
- Východoslovenská liga v mariáše.

## Hospodářství a infrastruktura

### Farní úřad
- Filiálka římskokatolického úřadu Odorín

### Školství
- Mateřská škola – čp. 185
- Základní škola 1.–4. třída – čp. 184